# Zaluzania augusta
Zaluzania augusta là một loài thực vật có hoa trong họ Cúc. Loài này được (Lag.) Sch. Bip. miêu tả khoa học đầu tiên năm 1861.